# Julius Thaeter
Julius Caesar Thaeter (ur. 7 stycznia 1804 w Dreźnie, zm. 14 listopada 1870 w Monachium) – niemiecki grafik.

## Życiorys
Studiował w Akademii Drezdeńskiej i w Norymberdze. Wykładowca Akademii Sztuk Pięknych w Wiedniu, gdzie uczył m.in. Henryka Redlicha.

## Twórczość
Tworzył głównie grafiki, będące reprodukcjami obrazów malarzy niemieckich: Petera von Corneliusa, Wilhelma von Kaulbacha, Juluisa Schnorr von Carolsfela, Asmusa Carstensa i Moritza von Schwinda.